# Nazionale maschile di hockey su prato della Svezia
La nazionale di hockey su prato della Svezia è la squadra di hockey su prato rappresentativa della Svezia.

## Partecipazioni

### Mondiali
- 1971-2006 - non partecipa

### Olimpiadi
- 1908-2008 - non partecipa

### Champions Trophy
- 1978-2008 – non partecipa

### EuroHockey Nations Championship
- 1970-2007 - non partecipa